# Иванов, Алексей Степанович
Алексе́й Степа́нович Иванов (21 февраля 1872 — 1923) — русский офицер, герой Первой мировой войны.

## Биография
Православный.
Окончил кадетский корпус в Санкт-Петербурге и 2-е военное Константиновское училище по 1-му разряду (1890), выпущен подпоручиком в Царицынский 146-й пехотный полк. Позднее был переведен в гвардию, окончил Офицерскую стрелковую школу.
Чины: поручик (1894), штабс-капитан (1900), капитан (1906), полковник (1915).
Участвовал в русско-японской войне, был ранен. Награждён несколькими орденами.
Служил в лейб-гвардии Преображенском полку, с которым вступил в Первую мировую войну. Был награждён Георгиевским оружием
За то, что в боях 22, 23 и 24 авг. 1914 г., командуя баталионом, под сильным и губительным артиллерийским, пулеметным и ружейным огнём, занял дер. Кщонов, взял более 100 пленных и 2 пулемета. Захват дер. Кщонов дал возможность продвинуться вперед соседним боевым участкам полка и дивизии.
В 1918 году работал в Главархиве. Расстрелян большевиками в 1923 году.

## Награды
- Орден Святой Анны 4-й ст. (1904);
- Орден Святой Анны 3-й ст. с мечами и бантом (1905);
- Орден Святого Станислава 2-й ст. с мечами (1905);
- Орден Святой Анны 2-й ст. (1908) с мечами (1915);
- Орден Святого Владимира 4-й ст. (1912) с мечами и бантом (1914);
- Георгиевское оружие (ВП 03.02.1915).